# Левицкий, Николай Леонардович
Николай Леонардович Левицкий (сценический псевдоним Николай Баянов, 7 декабря 1892, Кишинёв, Бессарабской губернии Российской империи — 1951, Бухарест, Румыния) — румынский и французский оперный (баритональный бас) и эстрадный певец русского происхождения, отец Аллы Баяновой.

## Биография
Стажировался в Риме у знаменитого итальянского баритона Антонио Котоньи (итал. Antonio Cotogni). Пел главные оперные партии (Руслан, Мефистофель, Иван Сусанин) в оперных театрах Кишинева, Одессы, Киева. Знакомство с будущей женой — Евгенией Скородинской — произошло сразу после стажировки в Риме. Её отец, статский советник, не одобрял брак своей дочери с артистом. В связи с этим Левицкий пошел на отчаянный шаг: он выкрал невесту в сильную метель и тайно обвенчался с ней. Во время Первой мировой войны служил офицером (дослужился до ротмистрa), был дважды ранен. К моменту его возвращения с фронта в конце 1918 года Бессарабия стала частью Румынии, и он, невольный эмигрант, вынужден с женой и маленькой дочерью Аллой переезжать из страны в страну, пока не обосновался в Париже. Освоив эстрадный жанр, он гастролирует по Европе с балаганом «Летучая мышь», принадлежащим Никите Балиеву. Затем он переходит на работу в кавказский ресторан «Казбек», где позднее начинает петь и дочь Алла, дебютировавшая на сцене в 9 лет сначала как его помощница. В 1934 году семья переезжает в Румынию. Продолжал выступать вплоть до 1940 года.